# تپه گورستان حوسنوپولات
تپه قبرستان حوسنوپولات مربوط به دوران‌های تاریخی پس از اسلام است و در شهرستان بوئین‌زهرا، روستای دشتک واقع شده و این اثر در تاریخ ۱۹ اسفند ۱۳۸۰ با شمارهٔ ثبت ۴۹۹۲ به‌عنوان یکی از آثار ملی ایران به ثبت رسیده است.